# Marcial Mendoza
Marcial Mendoza (* 23. Februar 1967) ist ein ehemaliger mexikanischer Fußballspieler auf der Position eines Verteidigers. Er spielte von 1990 bis 1996 für den seinerzeit noch in der Hauptstadt angesiedelten Club Necaxa, mit dem er zweimal mexikanischer Meister wurde.

## Leben
Sein Debüt in der mexikanischen Primera División absolvierte Mendoza am 30. September 1990 beim 3:2-Auswärtssieg der Necaxistas gegen Deportivo Toluca. Sein erstes Tor in der mexikanischen Profiliga erzielte er bereits drei Wochen später in einem am 20. Oktober 1990 ausgetragenen Heimspiel gegen die Correcaminos de la UAT. Mit seinem Treffer zum 3:1 in der 74. Minute hatte Mendoza für die Vorentscheidung beim 4:1-Sieg seiner Mannschaft gesorgt. Insgesamt gelangen dem Verteidiger in der Saison 1990/91 drei Tore, in seinen weiteren Jahren sollten in der höchsten Spielklasse nur noch zwei Treffer folgen.
Mendoza gewann mit Necaxa die zwei aufeinander folgenden Meistertitel der Spielzeiten 1994/95 und 1995/96. Ferner gewann er in der Saison 1994/95 auch den mexikanischen Pokalwettbewerb und durch das Double zugleich kampflos den Supercup. 

## Erfolge
- Mexikanischer Meister: 1994/95, 1995/96
- Mexikanischer Pokalsieger: 1994/95
- Mexikanischer Supercup: 1994/95